# Jimang
Джиманг яп. じまんぐ (16 октября — японский певец, автор песен, продюсер, радиоведущий. Родился в Сасебо, Префектура Нагасаки. Рост 172 см.

## Биография
- Сначала переехал в Токио, где начал непосредственно заниматься музыкальной карьерой, вместо разработки мультимедийных программ.
- В 1998 выступал на интернет-радио, организованном 「IIL（INTERNET INDIES LABEL）」, где был одним из главных участников.
- В 1999 вместе с группой 「DECO LECO」 выпустил DIY альбом 『core 1 style』.
- Позже группа распалась.
- С 2003 является участником Sound Horizon.
- 26 апреля 2006 выпустил первый сольный альбом 『じまんぐの世界 〜胎動〜』 (Jimang no Sekai ~Taidou~)
- В сентябре 2006 прекратил участие в радиовыступлениях.
- 8 ноября 2006 вышел первый макси-сингл 『じまんぐの世界 〜Core〜』 (Jimang no Sekai ~Core~), занимавший 5-е место до 20 ноября 2006 в топе Orikonuikuriindizuchato.
- 11 октября 2007 выпустил 2-й сольный альбом 『じまんぐの世界 〜Balance〜』 (Jimang no Sekai ~Balance~).
- 6 августа 2008 выпустил 3-й сольный альбом 『じまんぐの世界 〜儚きものたちへ〜』 Jimang no Sekai ~Hakanaki Monotachi He~.
- 16 сентября 2009 выпустил 2-й сингл 『la divina tragedia 〜魔曲〜』 (la divina tragedia ~Makyou~).
- 23 декабря выпустил 4-й альбом 『Eros』.

## Совместные проекты
Является вокалистом, а также актёром в группе Sound Horizon.

## Дискография

### Альбомы
1-й альбом 『じまんぐの世界 〜胎動〜』 (Jimang no Sekai ~Taidou~) （26 апреля 2006）
1. ヅゥーダーハレハレ (Duda Hale Hale)
2. ドクロマン (Doku Roman)
3. 未来 (Mirai)
4. ル・シ・ハ・コ・カ・タ (Ru.Shi.Ha.Ko.Ka.Ta)
5. 恋文 (Koibumi)
6. 夕立ち過ぎの黄昏に (Yuudachi Sugi no Tasogare ni)
7. 自殺者バンクス (Jisatsu Sha Bankusu)
8. J・G・W chronology
9. 優雅な翼 (Yuuga na Tsubasa)

2-й альбом 『じまんぐの世界 〜Balance〜』 (Jimang no Sekai ~Balance~)（11 октября 2007）
1. BALANCE
2. ジャのLive (Ja no Live)
3. Dogma
4. Last song forever
5. Bo-buddy medicine
6. 月の気配 (Tsuki no Kehai)
7. Breaker
8. Heaven town
9. Jekyll & Hyde
10. Lion
11. さよならの風景 (Sayonara no Fuukei)
12. Xmas revolution

3-й альбом 『じまんぐの世界 〜儚きものたちへ〜』 (Jimang no Sekai ~Hakanaki Monotachi He~)（6 августа 2008）
1. oasis
2. 君にキャプテンフリーダム号が見えるかい? (Kun ni Kyaputen Furii Damu Gou ga Mieru Kai?)
3. RONの世界 (RON no Sekai)
4. Mrs...の日記 (Mrs...no Kioku)
5. 舵をとれ (Kaji o Tore)
6. 〜 Mr.Poの奇跡 〜 J.G → Radio『 Yes Love 』vol.003 (～ Mr.Po no Kiseki ～)
7. J.G.W. Jam
8. FUNK DIVE 〜♪
9. POP
10. 儚きものたちへ (Hakanaki Monotachi He)

4-й альбом 『Eros』 （23 декабря 2009）
1. ･･･Introduction
2. That's"IRONMAN SHOW"
3. Eros
4. ハレルヤ～Bang Bang Body Line～ (Hareruya～Bang Bang Body Line～)
5. 桜POP (Sakura POP)
6. 綺麗 (Kirei)
7. 英雄伝 (Eiyuu Den)
8. ROCK ON FREEDOM
9. Hi Hi MONKEY DANCE
10. Giri Giri MONSTER
11. I'm FUTURE
12. 永遠のYesterday (Eien no Yesterday)
13. Talk to you

### Синглы
1-й макси-сингл 『じまんぐの世界 〜Core〜』 (Jimang no Sekai ~Core~) （8 ноября 2008）
- CD

1. 砂漠の天使 (Sabaku no Tenshi)
2. 悲しみを蹴散らせ 〜正義のみかた〜 (Kanashimi o Ke Chira Se  ~Seigi no Mikata~)
3. ありがとう （公式サイトで公開しているものとは別バージョン） (Arigatou)
4. ボーナストラック：ありがとう卒業バージョン (Bonus Track)

- DVD

1. オープニング (Opening)
2. ヅゥーダーハレハレ (Duda Hale Hale)
3. 自殺者バンクス (Jisatsu Sha Bankusu)
4. 恋文 (Koibumi)
5. 夕立ち過ぎの黄昏に (Yuudachi Sugi no Tasogare ni)
6. 砂漠の天使 (Sabaku no Tenshi)
7. 未来 (Mirai)
8. ありがとう (Arigatou)
9. エンディングロール（BGM：バルーンダンス） (Ending (BGM:Baruun Dansu))

2-й сингл 『La divina tragedia 〜魔曲〜|la divina tragedia 〜魔曲〜』 (la divina tragedia ~Makyoku~) （16 сентября 2009）
1. la divina tragedia～魔曲～ (la divina tragedia ~Makyoku~)
2. 蘇生伝 (Soseiden)
3. la divina tragedia～魔曲～ - instrumental (la divina tragedia ~Makyoku~ - instrumental)
4. 蘇生伝 - instrumental (Soseiden - instrumental)

### DVD
1-й DVD 『JIMANGOO MANIA』 （25 мая 2008）
1. Duda Hale Hale
2. I'm Future
3. Balance
4. Dogma
5. Lion
6. Last Song Forever
7. Breaker
8. 自殺者バンクス (Jisatsu Sha Bankusu)
9. ジャのLive (Ja no Live)
10. Heaven Town
11. Balloon Dance
12. ドクロマン (Doku Roman)
13. POP
14. Funk Div
15. 悲しみを蹴散らせ (Kanashimi o ke Chirase)
16. さよならの風景 (Sayonara no Fuukei)